# Открытый университет Каталонии
Открытый Университет Каталонии (кат. Universitat Oberta de Catalunya) — университет в Барселоне, Каталония, Испания. Этот университет окончил президент Каталонии Пере Арагонес.
Главным профилем университета является право и политология.
Считается одним из самых сильных университетов Каталонии. На данный момент в университете насчитывается почти 40 000 обучающихся.
Университет предлагает программы магистратуры и последипломного образования на каталанском, испанском и английском языках в таких областях, как психология, информатика, науки об образовании, информация и технологии, а также экономика.

## Факультеты
Университет имеет в своей структуре семь факультетов разной направленности:
- Факультет гуманитарных и гуманитарных наук
- Факультет экономики и бизнеса
- Факультет медицинских наук
- Факультет информационных и коммуникационных наук
- Факультет компьютерных наук, мультимедиа и телекоммуникаций
- Факультет права и политических наук
- Факультет психологии и педагогических наук

## Выпускники
Общее количество выпускников Открытого университета Каталонии на 2019-2020 учебный год составило 85 700 человек. Обладатели почетной степени
- Мэри Бирд (2019 г.)
- Мануэль Борха-Вилелл (2018 г.)
- Алехандро Джадад (2018 г.)
- Ханна Дамасио (2012 г.)
- Айна Молл (2012 г.)
- Бренда М. Гурли (2011 г.)
- Ален Турен (2007 г.)
- Хорди Пухоль (2006)
- Тони Бейтс (2005)
- Жозеп Лапорт (2003)